# Danny Aiello

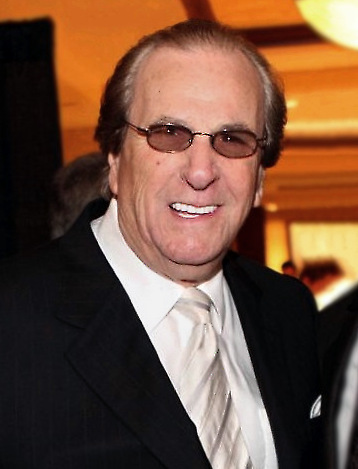
Danny Aiello (2011)

Daniel Louis Aiello, Jr. (* 20. Juni 1933 in Manhattan, New York City; † 12. Dezember 2019 in New Jersey) war ein US-amerikanischer Schauspieler und Sänger.

## Leben und Karriere
Aiello war das zweitjüngste von sechs Kindern und stammte aus einer italoamerikanischen Familie. Sein Vater verließ die Familie, obwohl die Mutter aufgrund einer Krankheit erblindet war.
Bevor Aiello Schauspieler wurde, hatte er zahlreiche andere Berufe. So war er Soldat, Präsident der Busfahrergewerkschaft in New York, jobbte als Rausschmeißer und als Ansager. Schließlich erhielt er eine Rolle am Broadway. Erst 1973, mit 40 Jahren, hatte er in Das letzte Spiel seine erste Filmrolle. In den 1980er Jahren wurde er bekannt durch verschiedene Kino-Nebenrollen, unter anderem als Polizeichef in Sergio Leones Gangsterepos Es war einmal in Amerika (1984) sowie in der Liebeskomödie Mondsüchtig (1987) als Bruder von Nicolas Cages Figur. Eine seiner bekanntesten Rollen ist die des Pizzeriabetreibers Sal in Spike Lees Filmdrama Do the Right Thing aus dem Jahr 1989, für die er eine Oscar-Nominierung erhielt. Sein Schaffen für Film und Fernsehen umfasst mehr als 100 Produktionen, wobei er immer wieder Figuren mit italoamerikanischem Hintergrund spielte – etwa in einer Nebenrolle als Mafioso im Thriller Léon – Der Profi (1994). Aiello stand bis kurz vor seinem Tod vor der Kamera, posthum waren mehrere Filmprojekte mit ihm angekündigt.

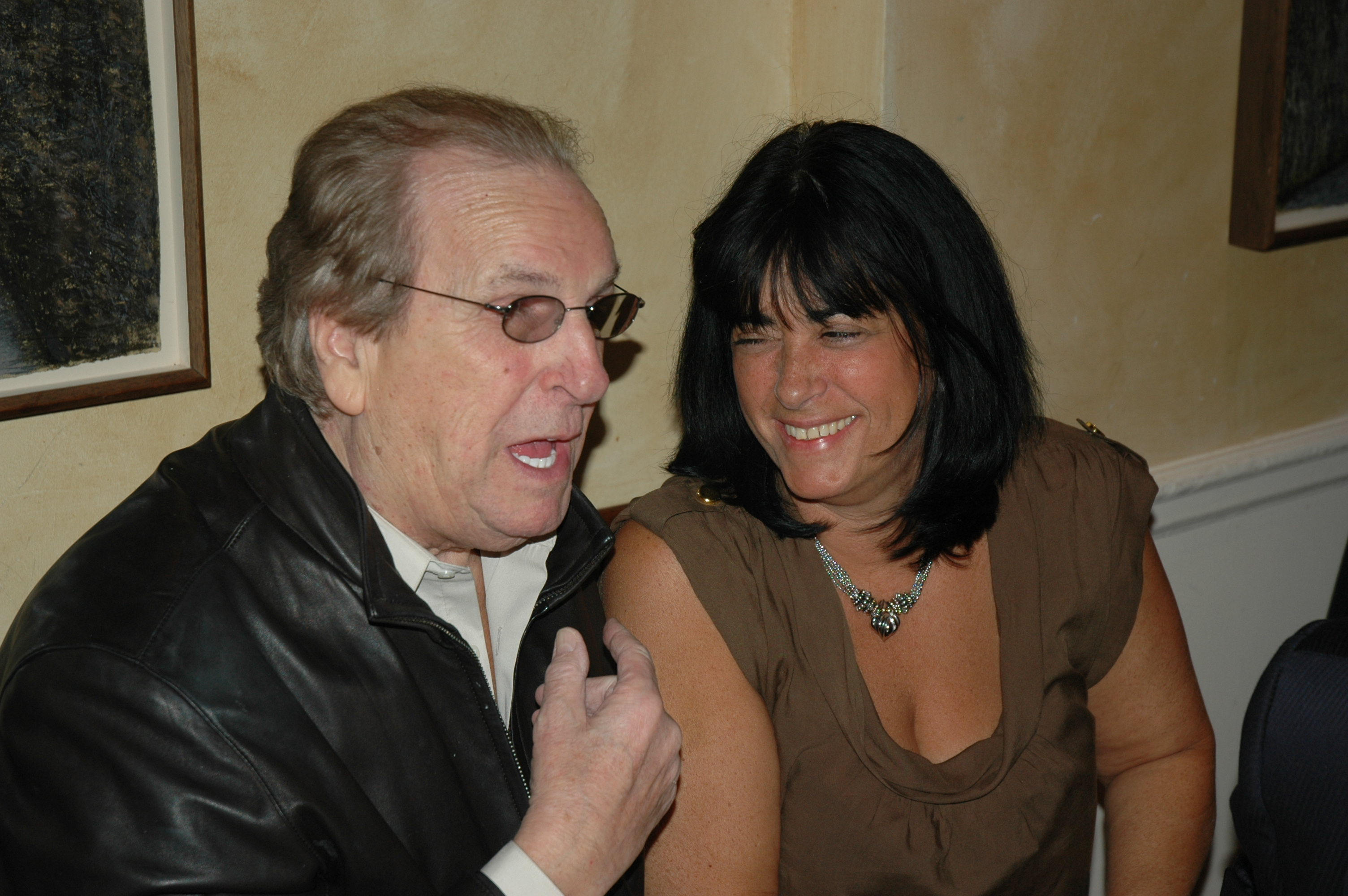
Danny Aiello am 18. Oktober 2010 bei der Weltpremiere des Dokumentarfilms The Soprano State im Ziegfeld Theatre in New York City

Aiello war in einigen seiner Filme auch als Sänger zu hören und er veröffentlichte mehrere Alben, auf denen er gemeinsam mit einer Big Band zu hören ist. 1986 spielte er im Videoclip zu Madonnas Song Papa Don’t Preach die Rolle von Madonnas Vater. Später veröffentlichte er ein „Antwortlied“ zu Madonnas Hit unter dem Titel Papa Wants the Best for You.
Seit 1955 war er mit Sandy Cohen verheiratet und hatte mit ihr zwei Töchter und zwei Söhne. Seine beiden Söhne, der Stuntman Danny Aiello III (1957–2010) und der Schauspieler Rick Aiello (1956–2021) starben beide an Bauchspeicheldrüsenkrebs.
Im Jahr 2014 veröffentlichte Aiello seine Autobiografie I Only Know Who I Am When I Am Somebody Else: My Life on the Street, On the Stage, and in the Movies. Er starb im Dezember 2019 mit 86 Jahren in einem Krankenhaus in New Jersey nach kurzer Krankheit.

## Auszeichnungen
- 1981 erhielt Aiello einen Daytime Emmy Award für seine Leistung in A Family of Strangers.
- 1989 wurde er für seine Rolle in Do the Right Thing für den Oscar als bester Nebendarsteller nominiert.
- 1989 erhielt Aiello eine Auszeichnung bei den Los Angeles Film Critics Association Awards als bester Nebendarsteller für seine Rolle in Do the Right Thing.

## Filmografie (Auswahl)
- 1973: Das letzte Spiel (Bang the Drum Slowly)
- 1974: Der Pate – Teil II (The Godfather Part II)
- 1976: Der Strohmann (The Front)
- 1976: Kojak – Einsatz in Manhattan (Kojak, Fernsehserie, Folge 4x12)
- 1977: Mike Andros – Reporter der Großstadt (The Andros Targets, Fernsehserie, 3 Folgen)
- 1978: Finger – Zärtlich und brutal (Fingers)
- 1978: Heißes Blut (Bloodbrothers)
- 1980: Die Schläger von Brooklyn (Defiance)
- 1980: Die Machtprobe (Hide in Plain Sight)
- 1981: The Bronx (Fort Apache, The Bronx)
- 1981: Crazy Street Life (Chu Chu and the Philly Flash)
- 1982: Polizei-Komplott (A Question of Honor, Fernsehfilm)
- 1983: Verfolgt bis in den Tod (Blood Feud, Fernsehfilm)
- 1984: Es war einmal in Amerika (Once Upon a Time in America)
- 1985: The Purple Rose of Cairo
- 1985: Stuff – Ein tödlicher Leckerbissen (The Stuff)
- 1985: Der Protektor (The Protector)
- 1985–1986: Die Lady mit dem Colt (Lady Blue, Fernsehserie, 14 Folgen)
- 1986: Papa Don’t Preach (Madonnas Vater)
- 1987: Radio Days
- 1987: Mann unter Feuer (Man on Fire)
- 1987: Nachtstreife (Night Heat, Fernsehserie, Folge 3x13)
- 1987: Jack, der Aufreißer (The Pick-up Artist)
- 1987: Mondsüchtig (Moonstruck)
- 1988: Im Dschungel der Großstadt (Alone in the Neon Jungle, Fernsehfilm)
- 1988: Russicum – Die Vatikan-Verschwörung (Russicum – I giorni del diavolo)
- 1989: Im Zeichen der Jungfrau (The January Man)
- 1989: Unter Druck (White Hot)
- 1989: Do the Right Thing
- 1989: Mord ohne Motiv (The Preppie Murder, Fernsehfilm)
- 1989: Harlem Nights
- 1990: Jacob’s Ladder – In der Gewalt des Jenseits (Jacob’s Ladder)
- 1990: Was kostet ein Leben? (The Closer)
- 1991: Ein charmantes Ekel (Once Around)
- 1991: Hudson Hawk – Der Meisterdieb (Hudson Hawk)
- 1991: Straße zum Glück (29th Street)
- 1992: Jack Ruby – Im Netz der Mafia (Ruby)
- 1992: Mistress – Die Geliebten von Hollywood (Mistress)
- 1993: Die sieben besten Jahre (The Cemetery Club)
- 1993: Stage Fright – Eine Gurke erobert Hollywood (The Pickle)
- 1993: Mein Freund, der Entführer (Me and the Kid)
- 1994: Léon – Der Profi (Léon)
- 1994: Prêt-à-Porter
- 1995: Die Macht der Gewalt (Power of Attorney)
- 1995: Zwei Brüder auf der Flucht (Brothers' Destiny, Fernsehfilm)
- 1995: Two Much – Eine Blondine zuviel (Two Much)
- 1995: Lieberman in Love (Kurzfilm)
- 1996: City Hall
- 1996: 2 Tage in L. A. (2 Days in the Valley)
- 1996: Nichts als Trouble mit den Frauen (Mojave Moon)
- 1997: Der letzte Pate (The Last Don, Miniserie, 3 Folgen)
- 1997: Bring mir den Kopf von Mavis Davis (Bring Me the Head of Mavis Davis)
- 1997–1998: Anthony Dellaventura, Privatdetektiv (Dellaventura, Fernsehserie, 14 Folgen)
- 1998: In den Straßen von Brooklyn (A Brooklyn State of Mind)
- 1998: Geheimnisse der Nacht (Wilbur Falls)
- 1998: The Last Don II (Miniserie, 2 Folgen)
- 1999: Die 18 Farben des Todes (Hitman's Journal)
- 2000: Dinner Rush
- 2000: Prince of Central Park
- 2003: Mail Order Bride
- 2005: Brooklyn Lobster
- 2006: Lucky Number Slevin
- 2006: Vater wider Willen (The Last Request)
- 2006: A Broken Sole
- 2010: Stiffs
- 2014: Reach Me – Stop at Nothing... (Reach Me)
- 2017: The Neighborhood
- 2018: Ein Rezept für die Liebe (Little Italy)
- 2021: One Moment

## Diskographie
- I Just Wanted To Hear The Words
- Live From Atlantic City